# Kleurstoflaser

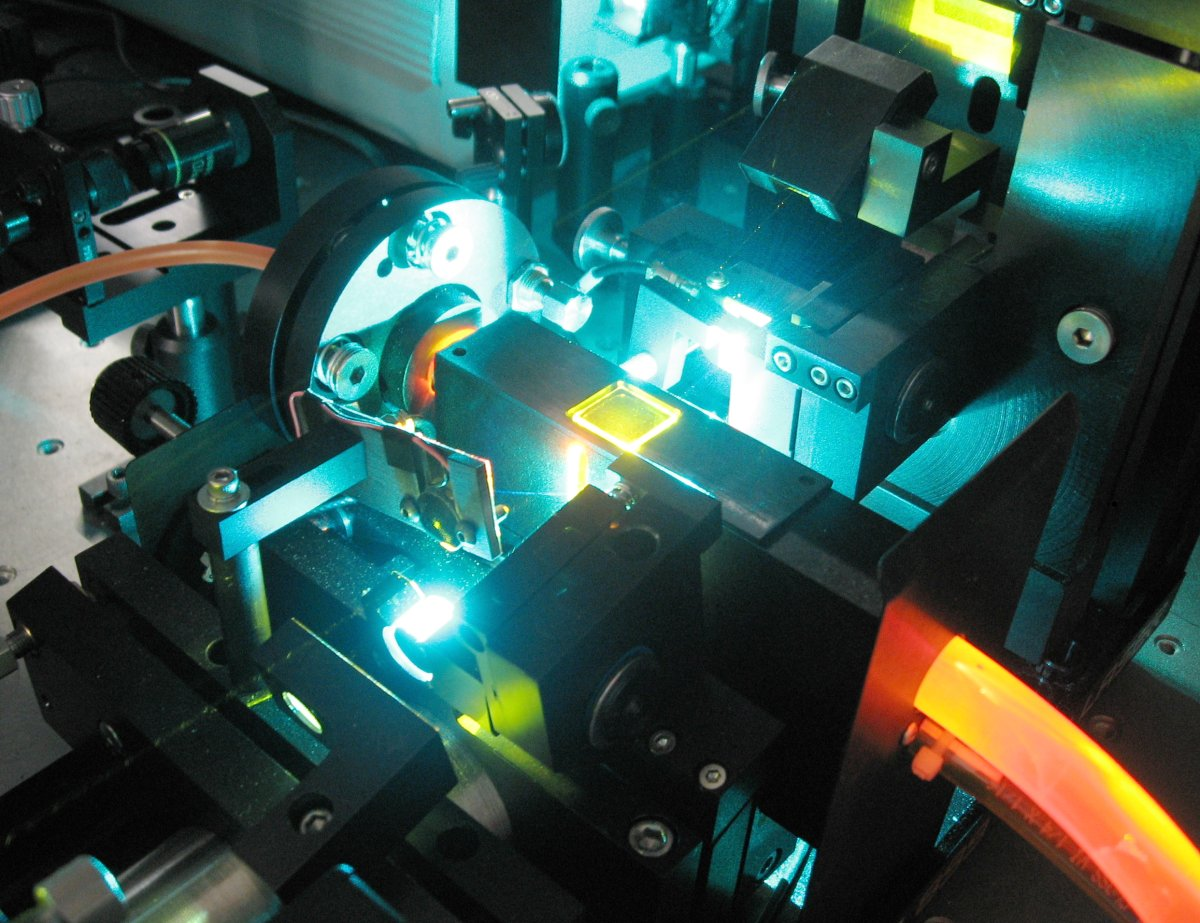
Een kleurstoflaser

Een kleurstoflaser is een laser waarbij het actieve medium wordt gevormd door een kleurstof opgelost in een vloeistof.
De laser wordt optisch gepompt, waarbij het licht eventueel van een andere laser (dikwijls een argonlaser of kryptonlaser) afkomstig kan zijn. Vanwege de ingewikkelde structuur van de organische kleurstofmoleculen kan gestimuleerde emissie tussen vele niveaus plaatsvinden en is dus laserwerking bij een groot aantal frequenties mogelijk. Door nu in de laser een afstembaar, frequentiebepalend element (een prisma of een tralie) aan te brengen, kan een klein frequentiegebiedje uit deze verzameling gekozen worden. Door de ligging hiervan te variëren, verkrijgt men een afstembare laser. Toepassingen liggen vooral in de meettechniek. De toegepaste kleurstoffen (bijvoorbeeld Rhodamine B of Rhodamine 6G) zijn in de regel toxisch en kankerverwekkend. Dit type laser moet dus voorzichtig worden benaderd.